# Сосновый (приток Тины)
Сосновый (устар. Сосновый Ручей) — река в России, протекает по Саянскому району Красноярского края. Длина реки — 11 км.
Начинается северо-восточнее Агинского. Течёт в северо-восточном направлении. Пойма реки поросла лесом. Впадает в Тины справа в 7 км от устья на высоте 305,5 м над уровнем моря в урочище Точилиха.

## Данные водного реестра
По данным государственного водного реестра России относится к Енисейскому бассейновому округу, речной бассейн реки Енисей, речной подбассейн реки — Енисей между слиянием Большого и Малого Енисея и впадением Ангары, водохозяйственный участок реки — Кан.
Код объекта в государственном водном реестре — 17010300412116100021825.